# Motocross Madness
Motocross Madness è un simulatore di guida sviluppato da Rainbow Studios e pubblicato nel 1998 da Microsoft per Microsoft Windows.
Il gioco ha ricevuto un seguito nel 2000. Un videogioco omonimo è stato distribuito nel 2013 per Xbox 360.